# Сифре
«Сифре» (букв. «книги»), также «Сифре дебе Рав» («книги школы Рава»), — в иудаизме галахический мидраш (ветхозаветный трактат) к библейским книгам Чисел и Второзакония. Это сборник, он состоит из отдельных частей, никогда не образовавших единого целого:
- Сифре к Числам, очевидно, принадлежит к числу мидрашей, вышедших из школы рабби Исмаила (I век);
- Сифре ко Второзаконию — по большей части галахического содержания (§§ 53—303) и носит отпечаток мидрашей из школы рабби Акибы (I—II века)[2].

Окончательная редакция текста была, по-видимому, предпринята в эпоху амораев (III—V века), так как там цитируются некоторые из них, например, рабби Баннаи и рабби Иосе бен-Ханина (конец III века).
Текст разделён на главы. Впервые был издан в Венеции в 1545 году.